# Jörg Haider
Dr.jur. Jörg Haider (født 26. januar 1950 i Bad Goisern, død 11. oktober 2008 i Köttmannsdorf) var en østrigsk politiker. Han var i perioden 1989-1991 og igen fra 1999 leder af landsregeringen i forbundslandet Kärnten. Haider var parlamentsmedlem for og leder af det tysk-nationale østrigske frihedsparti (FPÖ). I 2005 deltes dette parti i to med Haider som leder af det nye parti BZÖ (Bündnis Zukunft Österreich) indtil juni 2006. I august 2008 valgte BZÖ's landsmøde atter Jörg Haider til partiformand.
Haider voksede op i en tysk-nationalt indstillet familie. Begge forældre havde været medlem af det nationalsocialistiske parti, men blev efter 2. verdenskrig kategoriseret som "mindre belastede". 
Haider gjorde sig for første gang bemærket i offentligheden, da han i 1966 vandt en foredragskonkurrence i en gymnastikforening i Innsbruck med indlægget Er vi østrigere tyskere?. Den første station på den politiske karriere var, at han i 1971 blev formand for ungdomsafdelingen i Frihedspartiet i Østrig (FPÖ). 
Jörg Haider omkom ved en trafikulykke den 11. oktober 2008.

## Politisk karriere
I 1979 blev Haider valgt ind i parlamentet for FPÖ som parlamentets yngste medlem. FPÖ indgik i 1983 regeringskoalition med det socialdemokratiske parti (SPÖ). Det førte til et modsætningsforhold mellem FPÖ's liberale og tysk-nationale fløje. I 1986 fik de tysk-nationale overtaget ved valget af Haider til partiformand. Det førte til, at SPÖ opsagde regeringssamarbejdet. Ved næste parlamentsvalg fordoblede FPÖ sit mandattal i parlamentet. 
I 1989 blev Haider med støtte fra det konservative østrigske folkeparti (ÖVP) valgt til leder af landsregeringen i Kärnten. Efter et mistillidsvotum i landdagen fra ÖVP og SPÖ, foranlediget af en udtalelse om, at "de i det 3. rige havde haft en ordentlig beskæftigelsespoltik", trådte Haider i 1991 tilbage fra posten.
I 1999 fik FPÖ under Haiders ledelse 42,09% af stemmerne ved landddagsvalget i Kärnten, og Haider kunne på ny overtage posten som leder af landsregeringen. Samme år blev partiet det næststørste i parlamentet, hvor det i 2000 indgik regeringskoalition med ÖVP. Det førte til reaktioner fra de øvrige EU-lande, der indstillede politiske kontakter med Østrig. I februar 2000 trådte Haider overraskende tilbage fra posten som formand som FPÖ, men bestred, at han bøjede sig for det internationale pres. I 2002 kritiserede Haider sit parti for udsættelsen af en skattereform og genindtrådte som partiformand. Han trådte dog snart tilbage igen, angiveligt som følge af attentattrusler. Samme år led FPÖ store tab ved parlamentsvalget som følge af de interne stridigheder, men fortsatte som regeringspartner for ÖVP. 
I 2004 blev han genvalgt som leder af landsregeringen i Kärnten.
Efter tilbagegang ved kommunalvalg i Oberösterreich i 2005 foreslog Haider gennemgribende reformer af FPÖ. Det første til splittelse af partiet. Haider stiftede et nyt parti Bündnis Zukunft Österreich (BZÖ), der overtog pladsen som koalitionspartner i regeringen. BZÖ arbejder for et program mod globalisering, for skattelettelser og for initiativer til støtte for den lille mand. De efterfølgende landdagsvalg i Steiermark, Burgenland og Wien førte ikke til repræsentation i landdagene.
I juni 2006 blev Haider afløst af Peter Westenthaler som formand for BZÖ, der ved nationalrådsvalget den 1. oktober 2006 fik 4,2 pct. af stemmerne (heraf ca. halvdelen i Kärnten) og dermed plads i parlamentet med 8 mandater (8 mindre end før valget). Den 9. august 2008 meddelte BZÖ's partiledelse, at Jörg Haider efter forslag fra Peter Westenthaler atter skulle være partiformand for at styrke BZÖ's position til Nationalrådsvalget den 28. september 2008, hvor Jörg Haider var spidskandidat men han meddelte, at han ikke ville tage sæde i Nationalrådet. På BZÖ's landsmøde i Graz, blev Jörg Haider valgt til partiformand med 661 stemmer af 661 mulige.
Sine tilhængere vandt Haider ofte ved kritik af faktiske eller påståede misforhold i det østrigske samfund. Haider betegnedes ofte som en populist med højreekstreme synspunkter af fremmedfjendtlig, racistisk og antisemitisk karakter. Han gjorde sig bemærket med ringeagtsytringer over for østrigske og internationale personligheder som Lech Wałęsa og Jacques Chirac. Haider gik oprindeligt ind for Østrigs medlemskab af EU, men regnedes senere for EU-skeptiker.

## Dødsfald
Jörg Haider omkom ved en trafikulykke i de tidlige morgentimer lørdag den 11. oktober 2008, da han efter overhaling af en bil tilsyneladende mistede herredømmet og kørte af vejen i bydelen Lambichl i den sydlige del af Klagenfurt. Jörg Haider var alene i bilen og kørte langt over hastighedsbegrænsningen. Han efterlod sig kone og to voksne døtre.